# 彰化縣立溪湖國民中學
彰化縣溪湖鎮溪湖國民中學，簡稱溪湖國中，位於台灣彰化縣溪湖鎮，是溪湖鎮最早設立的中學。早期溪湖沒有中學，學生必須到鄰近鄉鎮就讀，多所不便，因此在地方熱心教育人士的爭取下，於民國45年成立建校籌備委員會，同年十月奉准試辦，定名為「彰化縣立溪湖初級中學」。民國57年，政府實施九年國民義務教育後，改名為「彰化縣立溪湖國民中學」。

## 沿革
彰化縣溪湖鎮第三屆鎮長胡喻翔先生與地方上人士，於1956年秋成立建校籌備委員會。眾人集資10萬元後，又向當時八堡圳農田水利會會長李功垂先生，借貸20萬元做為建校準備基金，不足之經費，由時任彰化縣長呂世明先生從縣府設法撥應支付。1956年10月成立學校後，11月1日暫借溪湖國民小學教室上課，此時由縣政府教育科中等教育股長朱綺文先生兼代校長之職。
彰化縣政府於1957年2月核派徐瑛先生接任首任校長。同年5月購置現有校地2.162公頃，規劃興建教室廳舍，翌年（1958年）12月首期校舍落成啟用，該校全部教職員師生由溪湖國小遷入現址。之後到了1962年7月在埔心鄉增設埔心分部，埔心分部於1964年獨立建校（彰化縣立埔心初級中學，今埔心國中）。
民國57年（1968年8月）全國實施九年國民義務教育，該校改校名為彰化縣立溪湖國民中學。到了1969年黄警先生奉調出任第二任校長，於1971年添購校地1.0公頃，擴充校園面積，任內首創學生榮譽考試制度。隨後在1980年8月黄文瀾先生出任第三任校長，規劃校舍向高空發展，增闢迴廊走道，連貫校舍成為一體。在1981年時該校有57個班級數、學生人數達到3千餘人。

## 溪湖國中籃球隊
溪湖國中籃球隊在民國五十年（1960年） 代成軍，在江欣二教練、巫雲霞教練，以及之後的石英華老師、莊祖聖組長的指導與經營下，除了在彰化縣縣長盃籃球比賽經常奪冠外，早期也曾是國中甲組8強常客，後來轉換至乙級舞台發展，並從89學年度算起，拿過5座JHBL乙級冠軍。107學年度重返JHBL甲級賽場，並連續兩年進入JHBL甲級8強決賽。110學年度重回乙級。

## 歷任校長
- 代校長朱綺文（1956年10月─1957年1月）
- 何振宇（1957年2月─1969年7月）
- 黄警（1969年8月─1980年7月）
- 黄文瀾（1980年8月─1987年7月）
- 蘇添鴻（1987年8月─1996年8月）
- 洪順一（1996年9月─2003年7月）
- 楊素晴（2003年8月─2010年1月）
- 余立焜（2010年2月─2018年1月）
- 鄭宇森（2018年2月─2025年7月）
- 楊書端（2025年8月─候任）[3]

## 建校里程
- 50周年校慶（2007年）：新建校舍（至善樓[4]）、公共藝術（力行樓前空中廊道[5]及穿堂[6]）落成啟用典禮。
- 61周年校慶（2017年12月30日）[7]：「溪中新甲子─61周年校慶運動大會暨圖書館落成典禮」[8][9][10]，校友何世池先生捐1500萬，興建圖書館「進學館」。

## 學區
- 該校學區：東寮里、西寮里、湖東里、中山里、中竹里、東溪里、光平里、太平里、頂庄里、大庭里（1、2鄰）
- 彈性學區：大突里、光華里、平和里、西溪里、北勢里、大竹里（1、23、25鄰）[11]

## 外部連結
- 彰化學校資料平台 （页面存档备份，存于）
- 溪湖國中FaceBook